# Société linnéenne de Normandie
La Société linnéenne de Normandie est une société savante faisant partie des nombreuses sociétés linnéennes ainsi nommées en référence au naturaliste suédois Carl von Linné (1707-1778).

## Historique
Fondée en 1823 par Jean Vincent Félix Lamouroux et Charles Thomine des Mazures sous le nom de « Société linnéenne du Calvados », celle-ci se renomme trois ans plus tard « Société linnéenne de Normandie ».
La Société linnéenne de Normandie a publié les Mémoires de la Société linnéenne du Calvados de 1824 à 1825, les Mémoires de la Société linnéenne de Normandie de 1826, puis le Bulletin de la Société linnéenne de Normandie à partir de 1856.
La Société linnéenne de Normandie a été reconnue d'utilité publique par un décret du 22 avril 1863.

## Liste des présidents
| Portrait                                                                | Identité                          | Période | Période | Durée |
| Portrait                                                                | Identité                          | Début   | Fin     | Durée |
| ----------------------------------------------------------------------- | --------------------------------- | ------- | ------- | ----- |
| Pas de portrait sous licence libre disponible pour Arthur-Louis Letacq. | Arthur-Louis Letacq (1855 - 1923) | 1918    |         |       |
| Pas de portrait sous licence libre disponible pour Louis Gosselin.      | Louis Gosselin (d) (1891 - 1978)  |         |         |       |

## Membres

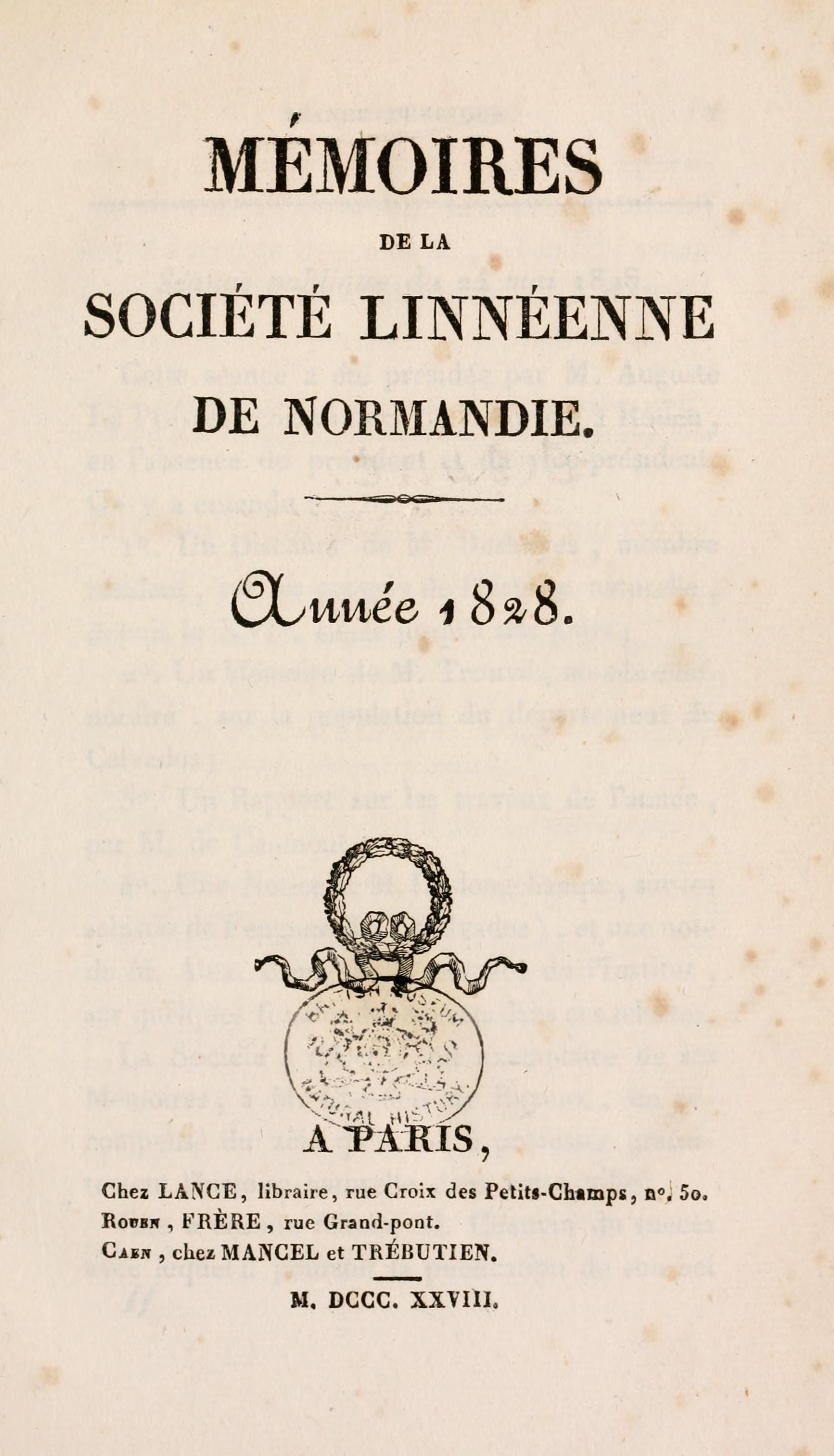
Mémoires de la Société Linnéenne de Normandie.

- Ami Boué – Henri-Marie Ducrotay de Blainville – Léonce Élie de Beaumont – Charles Thomine des Mazures - Alexandre Brongniart – Jules Desnoyers – Alcide Dessalines d'Orbigny – Louis Isidore Duperrey – Jacques Marie Frangile Bigot – Jacques-Amand Eudes-Deslongchamps – Félix Archimède Pouchet – Gervais de La Rue – Charles François Antoine Morren – Émile Puillon Boblaye – Jean Pierre Sylvestre Grateloup – Jean Jacques Nicolas Huot - Jean-Victor Durand-Duquesnay - Arthur-Louis Letacq

## Publications
- Bulletin de la Société linnéenne de Normandie.
- Mémoires de la Société linnéenne de Normandie.